# محور شرارت (فیلم)
«محور شرارت» (فرانسوی: L'axe du mal‎) یک فیلم است که در سال ۲۰۰۴ منتشر شد.